# Sun
Sun, hay hà sun, tên khoa học Amphibalanus amphitrite, là một loài hà biển trong họ Balanidae. Sống ở biển, con trưởng thành sống cố định, thường bám vào vỏ tàu, thuyền, làm giảm tốc độ di chuyển, cản trở việc đi lại của các phương tiện giao thông đường thủy hoặc bám vào mai các loài rùa.

## Tham khảo

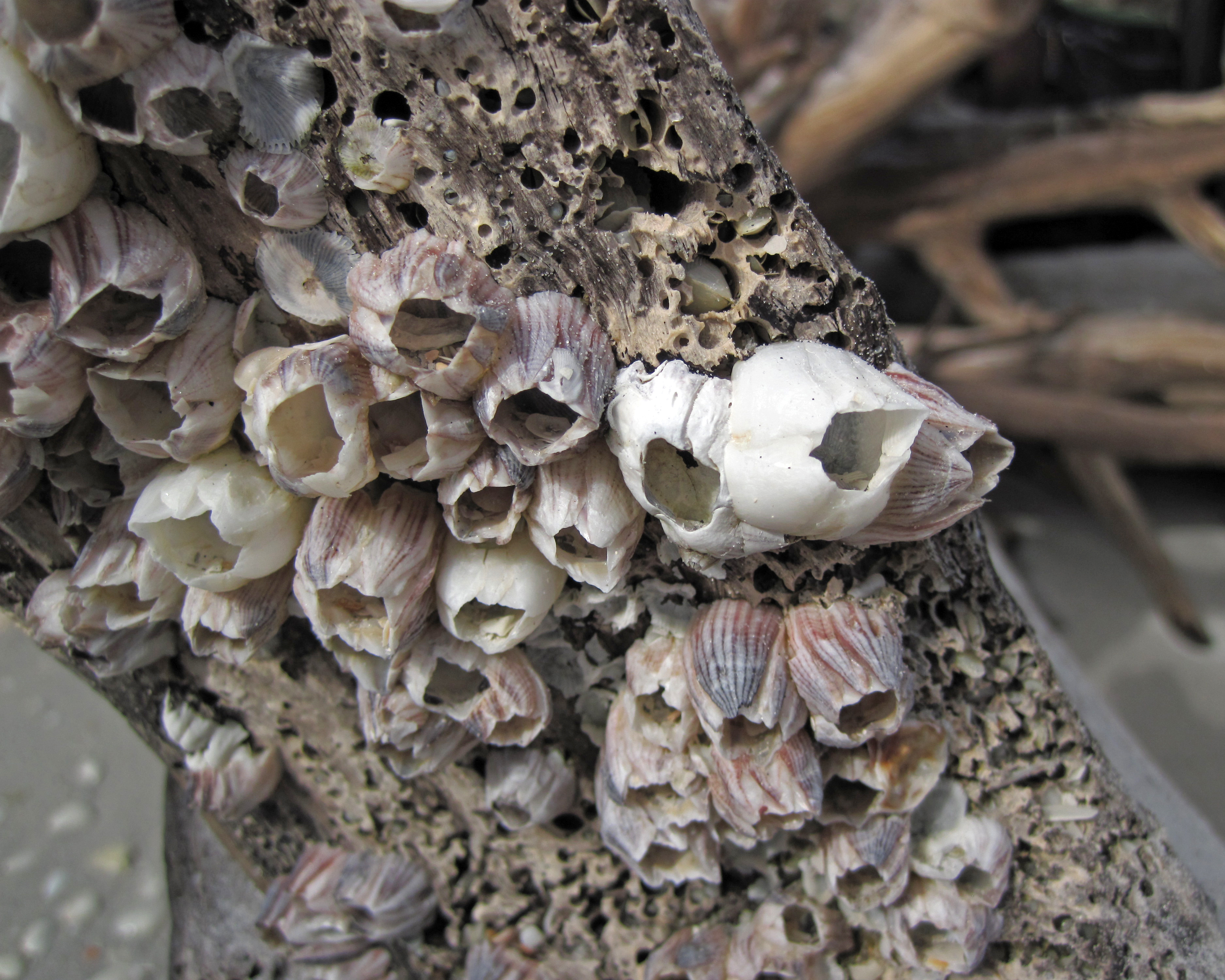
Hà biển A. amphitrite và Balanus eburneus Cayo Costa State Park, Florida